# Ємельяново (Прудківське сільське поселення)
Ємельяново (рос. Емельяново) — присілок Сафоновського району Смоленської області Росії. Входить до складу Прудківського сільського поселення.
Населення — 7 осіб (2007 рік).